# تريس أدكينز
تريس أدكينز (بالإنجليزية: Trace Adkins)‏ مواليد 13 يناير 1962 في لويزيانا، الولايات المتحدة، هو مغن وممثل أمريكي بدأ مسيرته الفنية سنة 1987.

## الأعمال

### أفلام
- محامي عائلة لينكن (2011) (بدور: إدي فوغل)
- ديب واتر هورايزن (2016)
- أستطيع فقط التخيل (2018)

### مسلسلات
- كينغ أوف ذا هيل
- معجب عجيب
- نعم عزيزي
- اسمي إيرل
- ذا ينغ أند ذا رستلس
- أميريكان داد!

## وصلات خارجية
- تريس أدكينز على موقع IMDb (الإنجليزية)
- تريس أدكينز على موقع ألو سيني (الفرنسية)
- تريس أدكينز على موقع ميوزك برينز (الإنجليزية)
- تريس أدكينز على موقع أول موفي (الإنجليزية)
- تريس أدكينز على موقع قاعدة بيانات الأفلام السويدية (السويدية)
- تريس أدكينز على موقع إن إن دي بي (الإنجليزية)
- تريس أدكينز على موقع أول ميوزيك (الإنجليزية)
- تريس أدكينز على موقع ديسكوغز (الإنجليزية)
- تريس أدكينز على موقع قاعدة بيانات الفيلم (الإنجليزية)
- تريس أدكينز على موقع كينوبويسك (الروسية)
- الموقع الرسمي